# Eptesicus innoxius
Eptesicus innoxius és una espècie de ratpenat que viu a l'Equador i el Perú.
Està amenaçada d'extinció per la pèrdua del seu hàbitat natural.